# Бьёрн Хлинюр Харальдссон
Бьёрн Хлинюр Харальдссон (исл. Björn Hlynur Haraldsson; род. 8 декабря 1974 года, Рейкьявик, Исландия) — исландский актёр и театральный режиссёр. В 2001 году закончил отделение драмы Исландской академии, позже стал основателем и актёром театра «Vesturport». В 2002 году дебютировал в кино, снялся в сериалах «Борджиа», «Капкан», «Конец света». В 2008 году снялся в фильме «Брак по-исландски». В 2019 году Харальдссон сыграл роль короля Эйста Турсеаха в первом сезоне сериала «Ведьмак» от американской компании Netflix.
Фильмография
| Год  |   | Название                           | Роль                             |  |
| ---- | - | ---------------------------------- | -------------------------------- |  |
| 2019 | с | Ведьмак                            | Эйст Турсеах                     |  |
| 2021 | ф | Евровидение: История огненной саги | Арнар                            |  |
| 2021 | ф | Агнец                              | Петур                            |  |
| 2021 | ф | Cop Secret                         | Оригинальное название неизвестно |  |
| 2021 | с | Blackport                          | Имя персонажа не указано         |  |
| 2022 | ф | Лили и море                        | Джуд                             |  |
| 2023 | ф | Дикая игра                         | Имя персонажа не указано         |  |